# Agribusiness
Agribusiness o, más comúnmente, "agronegocios" es un término que se refiere a las actividades económicas asociadas con:
1. Producción de insumos y bienes de capital destinados a la producción agrícola
2. Producción agrícola.
3. Procesos del producto en: centros de acopio, almacenes, frigoríficos y plantas de selección, clasificación y empaque.
4. Industrialización del producto
5. Diferentes etapas de transporte y distribución hasta vender el producto al consumidor.

Agribusiness o agronegocios se refiere al sistema integrado de negocios, enfocado en el consumidor, que incluye las actividades ligadas a los productos del campo, así como también al procesamiento, transporte y distribución. Contrariamente a la visión tradicional, la disciplina de agribusiness o agronegocios analiza a la agricultura como un sistema de procesos, es decir de cadenas de valor, con múltiples eslabones, centradas en la satisfacción de la demanda y las preferencias del consumidor, cuyas acciones están condicionadas por el contexto institucional donde se desenvuelven.
El pionero del actual concepto de agribusiness o agronegocios es el Dr. Ray A. Goldberg, profesor emérito de agricultura  y negocios de la Escuela de Negocios de la Universidad de Harvard
Antes de la Revolución industrial, el agricultor concentraba todas las etapas de agribusiness o agronegocios en sí mismo. Cultivaba sus productos y cuando se realizaba la feria, cosechaba y llevaba allí sus productos, los acomodaba en su puesto y los vendía. Después de la Revolución Industrial, debía empacarlos pero de forma que no se dañasen en el transporte hasta el Mercado de la gran ciudad; allí el comerciante los seleccionaba y clasificaba para obtener los mejores precios. Con el tiempo el orden de las operaciones variaron y se sofisticaron.
A partir de tal definición, Decio Zylbersztajn (Universidad de San Pablo, Brasil) desarrolla el concepto de "sistema coasiano" de agribusiness o agronegocios -sobre la base del análisis de Coase- definiéndolo como una "red de contratos" que vincula a todos los actores del sistema o cadena vertical focalizando la atención en el consumidor. El término "coasiano" viene de Coase. Ronald H. Coase (1910-2013), profesor en la Universidad de Chicago, es Premio en Ciencias Económicas en memoria de Alfred Nobel en 1991 por el descubrimiento y aclaración del significado de los costos de transacción y derechos de propiedad para la estructura institucional y el funcionamiento de la economía.
El Ing. Agr. Héctor Ordóñez (Universidad de Buenos Aires) analiza las distintas formas de coordinación de los agentes de cada cadena de valor y cómo se resuelven las transacciones entre eslabones.
El economista Manuel Alvarado Ledesma (Universidad del CEMA, Buenos Aires)  incorpora los conceptos de "cadenas completas" y de "cadenas incompletas", según se desarrollen los diferentes eslabones de las cadenas dentro de un sistema económico o país. También define la "competitividad vertical" según sea la capacidad de alineamiento de los distintos eslabones para incrementar la competitividad de la cadena, e introduce el análisis del capital social como mecanismo de competitividad en un juego de ganar-ganar.